# توني بين
توني بين (بالإنجليزية: Tony Benn)‏ (3 أبريل 1925 - 14 مارس 2014) هو سياسي بريطاني من حزب العمال، كان وزيراً لعدة مرات.

## حياته
ولد توني نيل ويدغوود بين في لندن عام 1925، كان والده ويليام عضواً في البرلمان الليبرالي، دخل توني البرلمان أول مرة عام 1950، وعندما توفي والده عام 1960 ورث بين لقب الفيكونت عنه، واضطر امتثالاً لأحكام القانون إلى التخلي عن عضويته في مجلس العموم بالبرلمان.
أدت جهوده لاستعادة كرسيه بالمجلس إلى صدور قانون النبلاء عام 1963. وبذلك أصبح بين أول نبيل يتخلى عن لقبه، استعاد توني عضويته في البرلمان مرة أخرى عام 1974. بين عامي 1974 و1979 عُين وزيراً للصناعة ثم وزيراً للطاقة.

## روابط خارجية
- توني بين على موقع IMDb (الإنجليزية)
- توني بين على موقع الموسوعة البريطانية (الإنجليزية)
- توني بين على موقع مونزينجر (الألمانية)
- توني بين على موقع ميوزك برينز (الإنجليزية)
- توني بين على موقع إن إن دي بي (الإنجليزية)
- توني بين على موقع ديسكوغز (الإنجليزية)
- توني بين على موقع قاعدة بيانات الفيلم (الإنجليزية)